# Carolinae Röster
Carolinae Röster är en lundabaserad damkör, som leds av rytmikpedagogen och tonsättaren Ulrika Emanuelsson. Kören grundades 2003, då under namnet Carolinae Damkör och namnbyte skedde 2023.
Ensemblen och dirigenten delar höga konstnärliga och kreativa ambitioner och en passion för excentriska körstycken. Med stor lust och nyfikenhet tar sig kören an rösttekniker och genrer från hela världen, från nyskrivna körverk och världsmusik till strupsång och övertonssång, gärna framförda på annorlunda konsertplatser. Ofta framförs specialskrivna arrangemang, inte sällan skrivna av körledaren, den prisbelönta kompositören Ulrika Emanuelsson.
Kören debuterade den 23 maj 2003 med en vårkonsert i Lunds universitets aula och har sedan gett konserter i kyrkor, konserthus och på företag, men  också satsat på gränsöverskridande konsertupplevelser där publik och kör befinner sig tillsammans i en ny inramning. Carolinae Into the Woods till exempel, som var förlagt till Skrylleskogen, eller sommarkonserten i vattenfyllda Skönadalsparkens damm i Lund, iklädda klänning och gummistövlar. I november 2022 medverkade Carolinae Röster, förstärkta med tenorer och basar, i uppsättningen Infruset på Malmö Live konserthus med bland andra Malmö Symfoniorkester, Björn Dixgård, Arja Saijonmaa.
Kören reser och tävlar gärna, och har erövrat gulddiplom på ett antal körtävlingar, senast i Concorso Corale Internazionale i Riva del Garda, Italien i mars 2024, då ensemblen fick två gulddiplom, specialpris för framförandet av dirigentens då purfärska damkörsarr av Jan Sandströms Biegga louhte, samt en vinst i damkörsklassen. Våren 2011 reste kören till Ungern på sin första körtävling och tog hem gulddiplomet i Interkulturs internationella körtävlingar i Budapest. 
2009 släpptes körens första skiva, "Resting places in the sun". 2016 tillkom skivan "Frid på jord".
Namnet Carolinae syftar på Lunds universitets latinska namn: Universitas Gothorum Carolinae. 2014 utsågs kören av Lunds kommun till årets kulturpristagare, och ensemblen “räknas som en av de främsta i Lund och landet” (Hans Lundgren, director musices vid Linköpings universitet).